# Düvekenstraße

Die Düvekenstraße (rot markiert)

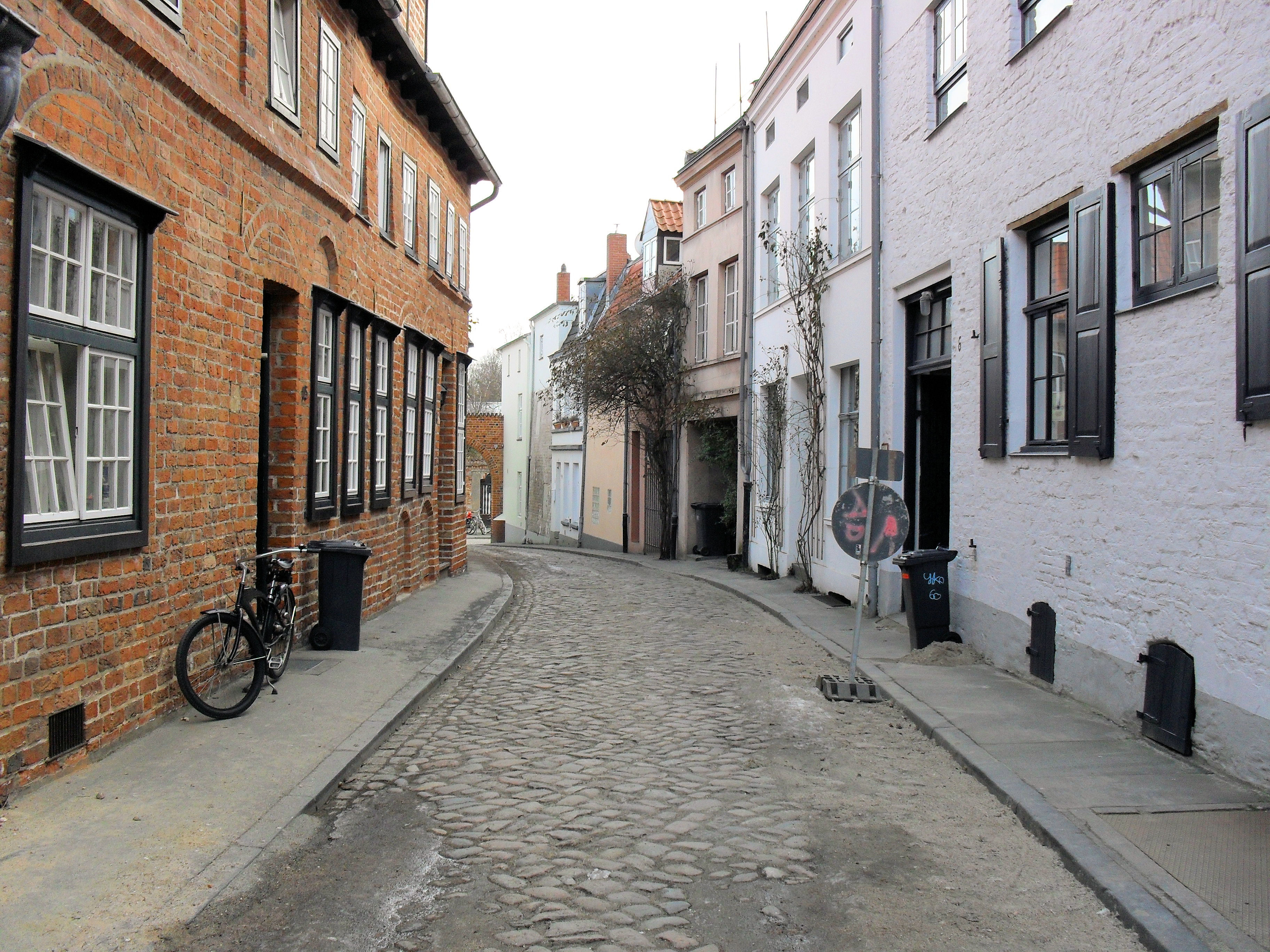
Die Düvekenstraße

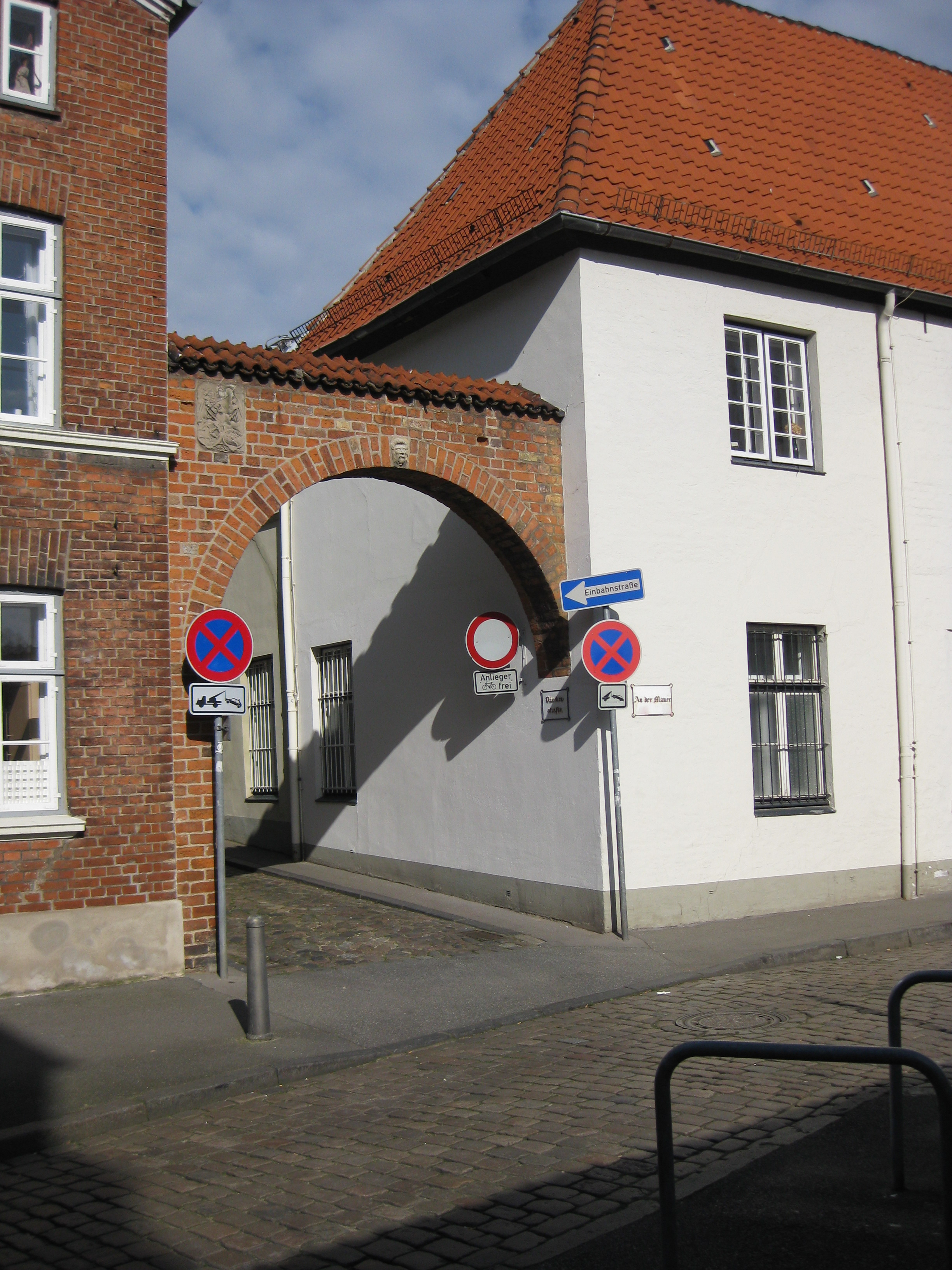
Einmündung der Düvekenstraße in die Straße An der Mauer, überspannt von einem Schwibbogen.

Die Düvekenstraße ist eine Straße der Lübecker Altstadt.

## Lage
Die etwa 100 Meter lange Düvekenstraße befindet sich im südöstlichen Teil der Altstadtinsel (Johannis Quartier). Sie beginnt nahe dem St.-Annen-Kloster an der St.-Annen-Straße, verläuft nahezu gerade in Richtung Südosten und mündet schließlich in die Straße An der Mauer ein.

## Geschichte
Die Düvekenstraße wird 1293 erstmals unter dem lateinischen Namen Platea diaboli (Straße des Teufels) urkundlich erwähnt. Der Grund für diese ungewöhnliche Benennung nach dem Höllenfürsten ist nicht mehr bekannt.
1310 ist die niederdeutsche Form Düvelstrate belegt, 1614 hingegen die gänzlich andere Bezeichnung Lütke St. Annenstrate (Kleine St.-Annen-Straße). Im Jahr 1700 ist die hochdeutsche Variante des Originalnamens, Teufelsstraße, urkundlich festgehalten, der 1768 abmildernd zu Taubenstraße verfälscht erscheint. Die heutige Form Düvekenstraße ist seit 1852 amtlich festgelegt.

## Bauwerke

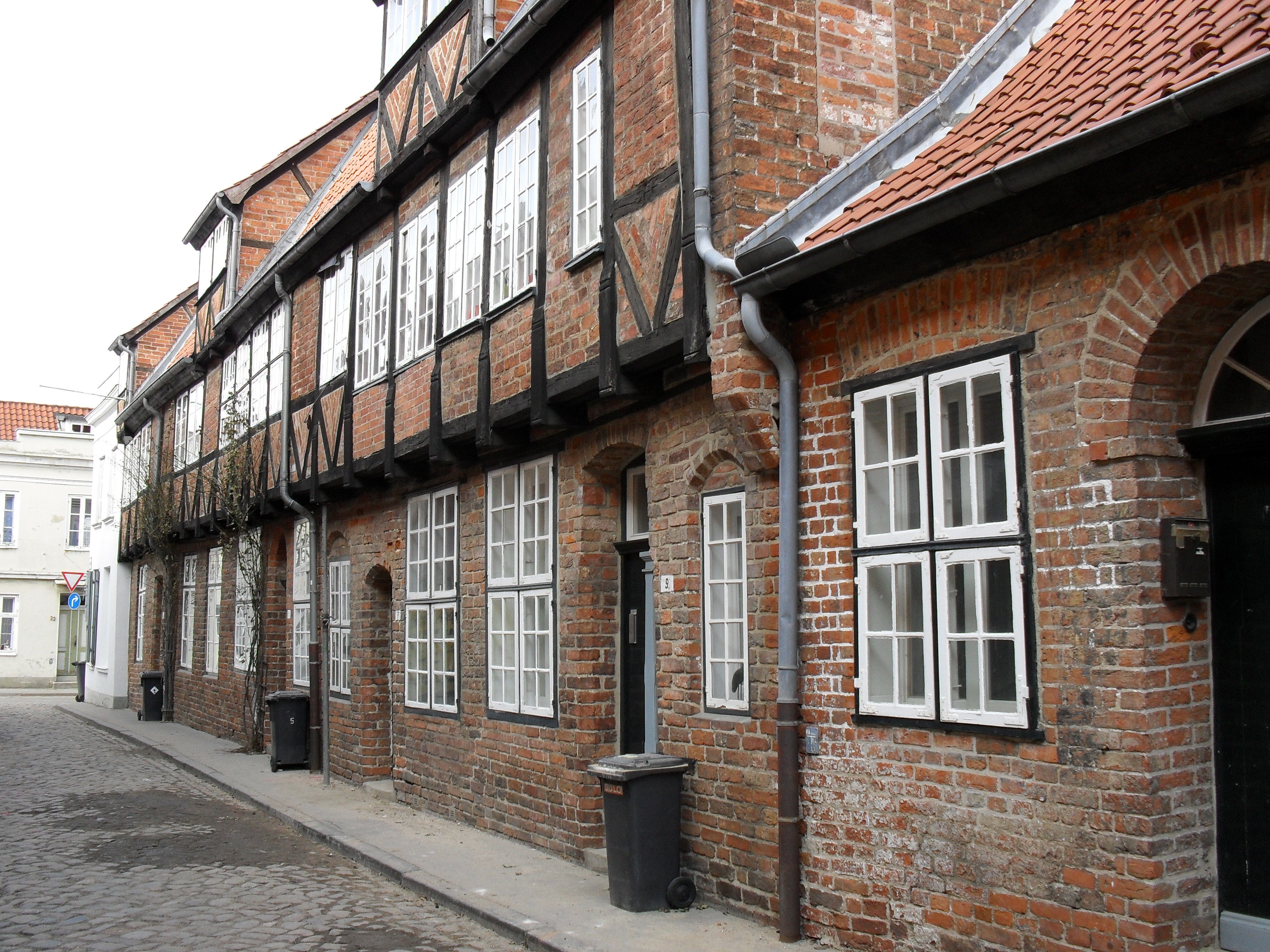
Die gotischen Traufenhäuser Düvekenstraße Nr. 1–3, 5, 7 und 9

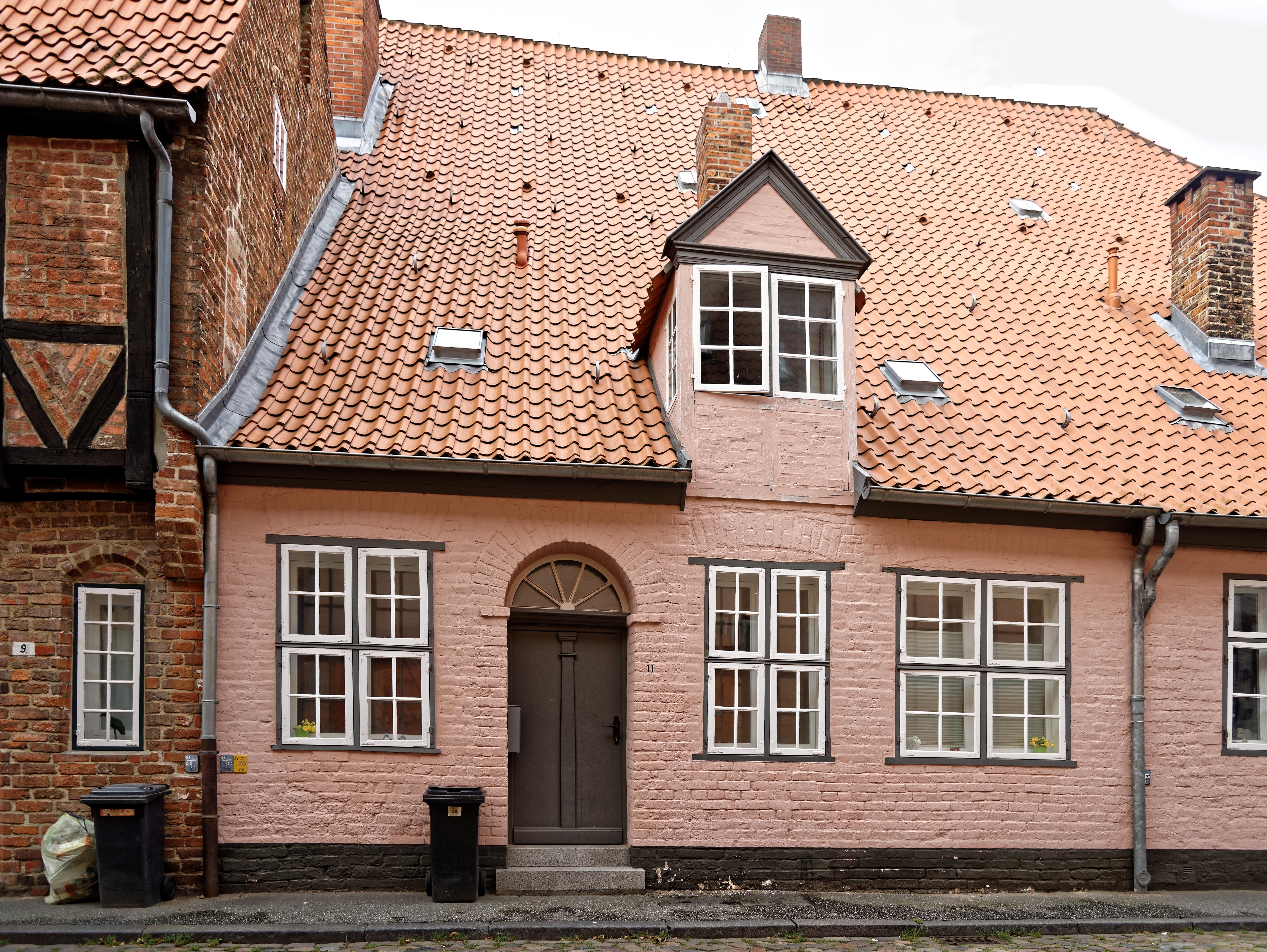
Düvekenstraße 11

- Düvekenstraße 1-3, gotisches Traufenhaus von 1491, unter einem gemeinsamen Dach mit den Gebäuden Düvekenstraße 5–9 sowie St.-Annen-Straße 17
- Düvekenstraße 5, gotisches Traufenhaus, unter einem gemeinsamen Dach mit den Gebäuden Düvekenstraße 1–3 und 9 sowie St.-Annen-Straße 17
- Düvekenstraße 6, auf die 1. Hälfte des 14. Jahrhunderts zurückgehender Speicher des 18. Jahrhunderts
- Düvekenstraße 7, gotisches Traufenhaus, unter einem gemeinsamen Dach mit den Gebäuden Düvekenstraße 1–3, 5 und 9 sowie St.-Annen-Straße 17
- Düvekenstraße 9, gotisches Traufenhaus, unter einem gemeinsamen Dach mit den Gebäuden Düvekenstraße 1–7 und St.-Annen-Straße 17
- Düvekenstraße 11, Backstein-Traufenhaus des späten 18. Jahrhunderts, unter einem gemeinsamen Dach mit dem Gebäude Düvekenstraße 13 und dem 1614 errichteten Krankenhaus des St.-Annen-Klosters
- Düvekenstraße 13, Backsteinrenaissance-Traufenhaus des 16. Jahrhunderts, unter einem gemeinsamen Dach mit dem Gebäude Düvekenstraße 11 und dem 1614 errichteten Krankenhaus des St.-Annen-Klosters
- Düvekenstraße 15, 1973/74 unter Verwendung von Fassadenelementen des 15./16. Jahrhunderts neu errichtetes Backstein-Traufenhaus
- Düvekenstraße 17-19, 1973/74 unter Verwendung von Fassadenelementen des 15./16. Jahrhunderts neu errichtetes Backstein-Traufenhaus
- Düvekenstraße 21, Eckhaus des 18. Jahrhunderts, heute einbezogen in die Anlage des St.-Annen-Museums